# Tailhade Cup
De Juan Carlos Tailhade Cup is een internationaal golftoernooi voor amateurs in Argentinië.

## Teams
Het hoofdtoernooi wordt gespeeld door landenteams die uit twee amateurs bestaan. Het toernooi wordt op de Los Lagartos Country Club buiten Buenos Aires gespeeld en bestaat uit vier ronden, waarbij ieders score volledig meetelt. Het toernooi wordt in november of december gespeeld. Er is ook een prijs voor het teamlid met de beste individuele score.
Het toernooi werd drie keer door een Nederlands team gewonnen: Joost Luiten en Tim Sluiter (2005), Jonas Saxton en Floris de Vries (2008) en Daan Huizing en Robin Kind (2011). Daan Huizing maakte in 2011 met 66 de beste toernooironde.

## Individueel
Naast het teamstoernooi wordt er een toernooi voor Argentijnse topamateurs georganiseerd, meestal met 70 deelnemers.

## De baan
De 27-holes golfbaan ligt aan de rand van Buenos Aires en werd in 1969 geopend. De winnaar van het toernooi kreeg in 2012 70 punten voor de wereldranglijst.

## Winnaars
| Jaar | Winnaar     | Score           | Score | Teamleden                              | Info                          |
| ---- | ----------- | --------------- | ----- | -------------------------------------- | ----------------------------- |
| 1996 | Argentinië  |                 |       | Juan Pablo Abbate en Fernando Delia    |                               |
| 1997 | Zuid-Afrika |                 |       | Trevor Immelman en Ulrich Van den Berg |                               |
| 1998 | Australië   |                 |       | Adam Scott en Kim Felton               |                               |
| 1999 | Australië   |                 |       | Aaron Baddeley en Brett Rumford        |                               |
| 2000 | Engeland    |                 |       | Gary Wolstenholme en Nick Dougherty    |                               |
| 2001 | Engeland    |                 |       | Zane Scotland en David Skinns          |                               |
| 2002 | Australië   |                 |       | Kurt Barnes en Luke Hickmott           |                               |
| 2003 | Engeland    |                 |       | Gary Lockerbie en Michael Skelton      |                               |
| 2004 | Argentinië  |                 |       | Estanislao Goya en Sebastian Saavedra  |                               |
| 2005 | Nederland   |                 |       | Joost Luiten en Tim Sluiter            |                               |
| 2006 | Engeland    |                 |       | Sam Hutsby en Chris Wood               |                               |
| 2007 | Australië   |                 | 568   | Rohan Blizard en Tim Stewart           |                               |
| 2008 | Nederland   |                 |       | Jonas Saxton en Floris de Vries        | slechts 54 holes wegens regen |
| 2009 | Zuid-Afrika | 144-139-142-142 | 567   | Ryan Dreyer en JG Claassen             |                               |
| 2010 | Finland     | 142-147-136-140 | 565   | Tapio Pulikkanen en Miro Veijalainen   |                               |
| 2011 | Nederland   | 145-139-145-144 | 573   | Daan Huizing en Robin Kind             | [ 2 ] [ 3 ]                   |